# ムートランゲン
ムートランゲン (ドイツ語: Mutlangen) は、ドイツ連邦共和国バーデン＝ヴュルテンベルク州シュトゥットガルト行政管区のオストアルプ郡に属す町村（以下、本項では便宜上「町」と記述する）である。この町はオストヴュルテンベルク地方、シュトゥットガルト大都市圏の周縁部に位置する。

## 地理

### 位置
ムートランゲンは、ヴェルツハイムの森とシュヴェービッシャー・アルプ東部前山地方との間、レムス川の谷を見おろす高台に位置している。

### 隣接する市町村
この町は、北はドゥルランゲン、東と南はシュヴェービッシュ・グミュント、西はレムス＝ムル郡のアルフドルフと境を接している。

### 自治体の構成
この町は、ムートランゲン集落と、シュヴェービッシュ・グミュントから分離され1973年4月1日にムートランゲンと合併した小集落プフェルスバッハからなる。

### 土地利用
| 土地利用種別面積 | 農業用地 | 森林   | 住宅地 | 産業用地 | 交通用地 | 水域  | レジャー用地 | その他 |
| ---------------- | -------- | ------ | ------ | -------- | -------- | ----- | ------------ | ------ |
| 面積 (km2)       | 3.62     | 2.56   | 1.15   | 0.20     | 0.69     | 0.03  | 0.08         | 0.45   |
| 占有率           | 41.2 %   | 29.1 % | 13.1 % | 2.3 %    | 7.9 %    | 0.4 % | 1.0 %        | 5.1 %  |

州統計局の2015年現在のデータによる。

## 歴史

### 19世紀まで
500年頃とそれ以後に最初の入植が行われたことが証明されているが、その場所は1100年から1200年頃に初めて判明した。領主は、ホーエンシュタウフェン家、ヴァインスベルク家、レヒベルク家の間でめまぐるしく入れ替わったが、次第にグミュントの修道院と家門が主な土地領主となっていった。Mutlangen という地名の記録は1293年に、ムートランゲンが属していたロルヒ修道院の文書になされている。1293年7月22日の文書により、ヴュルテンベルク伯エーバーハルトがロルヒ修道院とその所領の守護権を獲得した。
1581年にムートランゲンの所有権は自由帝国都市シュヴェービッシュ・グミュントのものとなった。レヒベルク家当主の1人が財政難のためにムートランゲン小集落を担保に市から借金したのである。この借金をレヒベルク家は返済することができなかった。
1800年頃の世俗化によりこの修道院が廃止され、その所領は国や諸侯によって差し押さえられた。グミュントもその自治権を喪失し、新たに創設されたヴュルテンベルク王国領となった。これによりムートランゲンもヴュルテンベルク領となり、オーバーアムト・グミュントに編入された。

### 20世紀
1938年にオーバーアムトからシュヴェービッシュ・グミュント郡が創設された。
1945年頃のムートランゲンの人口は約 120人で、農業を主体とした産業構造が形成されていた。戦後すぐにこの町は多くの故郷を逐われた人々や難民を受け容れた。その後、いくつかの工業・商業企業がこの町に進出し、ムートランゲンの構造は、農村から工業町およびベッドタウンに変化した。人口は年々増加を続け、2016年現在 6,600人近くになっている。
市町村再編の際、この町の行政と町議会は、シュヴェービッシュ・グミュント市の反対を押し切って、町の独立を決定した。これは、シュヴェービッシャー・ヴァルト自治体行政連合を形成することで安定化した。この連合にはムートランゲンの他に、ルッパーツホーフェン、シュプライトバッハ、ドゥルランゲン、テーファーロートが属した。1973年の町の新設にあたり、それまでグロースダインバッハに属していたプフェルスバッハ地区がムートランゲンに合併した。この町自体は新たに設けられたオストアルプ郡に属すこととなった。

### 平和運動

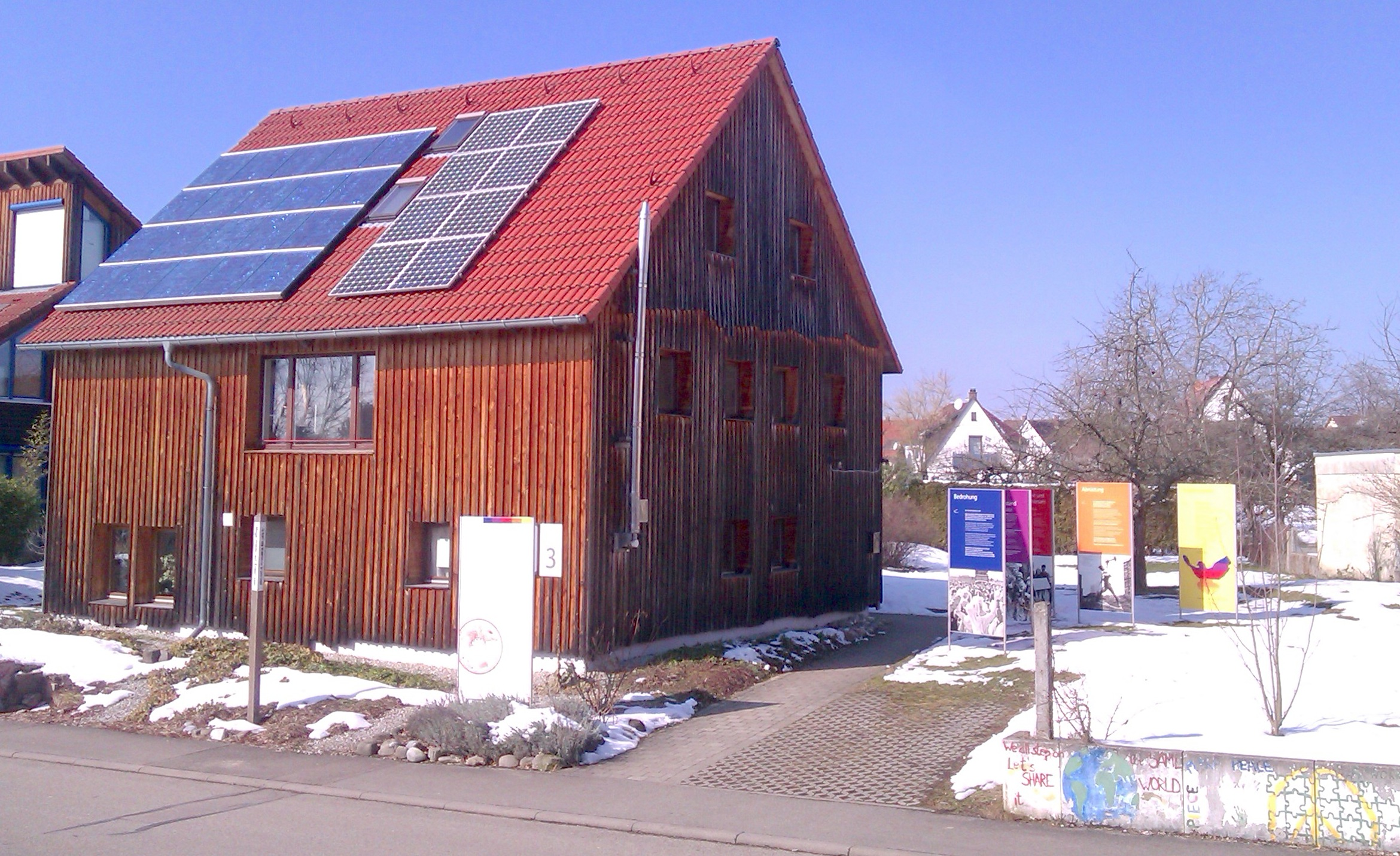
平和運動の中心地となったプレッセヒュッテ・ムートランゲン

ムートランゲンは、1983年から1990年までパーシング II ロケットがムートランガー・ハイデに配備されていたことで世界的に知られている。この核ロケット撤去に向けて、ロケット反対派は平和キャンプを繰り返し行い、格納庫の封鎖を呼びかけた。プレッセヒュッテ・ムートランゲンは平和デモの目的地であり、ロケット追求と活動の出発点となった。2999人の封鎖参加者が逮捕された。彼らはやむにやまれぬ思いを訴え、所管するシュヴェービッシュ・グミュント区裁判所で20日分の日割りの罰金刑を下された。連邦憲法裁判所は後に、この判決を憲法違反により無効とした。パーシング II ロケットは、INF条約によってムートランゲンから撤廃された。当時の核兵器格納庫は、現在、新興住宅地となっている。

## 住民

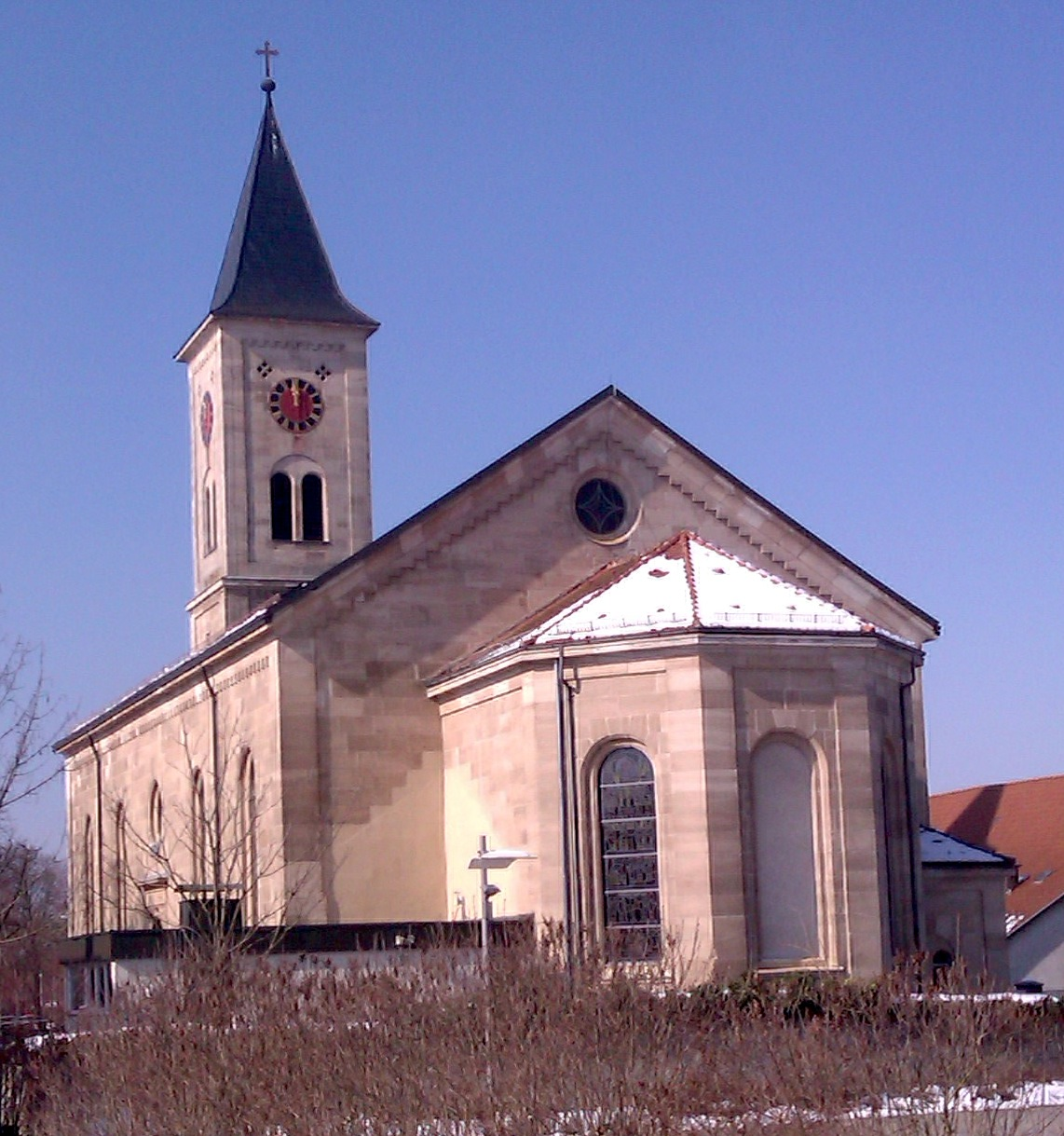
聖ゲオルクス教会

### 宗教
ドイツ各地で宗教改革がなされた後もムートランゲンはカトリックに留まった。現在も聖ゲオルクス教会によるローマ＝カトリックが大勢を占めている。わずかな福音主義信者は、リンダハ＝ムートランゲン教区に属す教団センターを有している。

## 行政

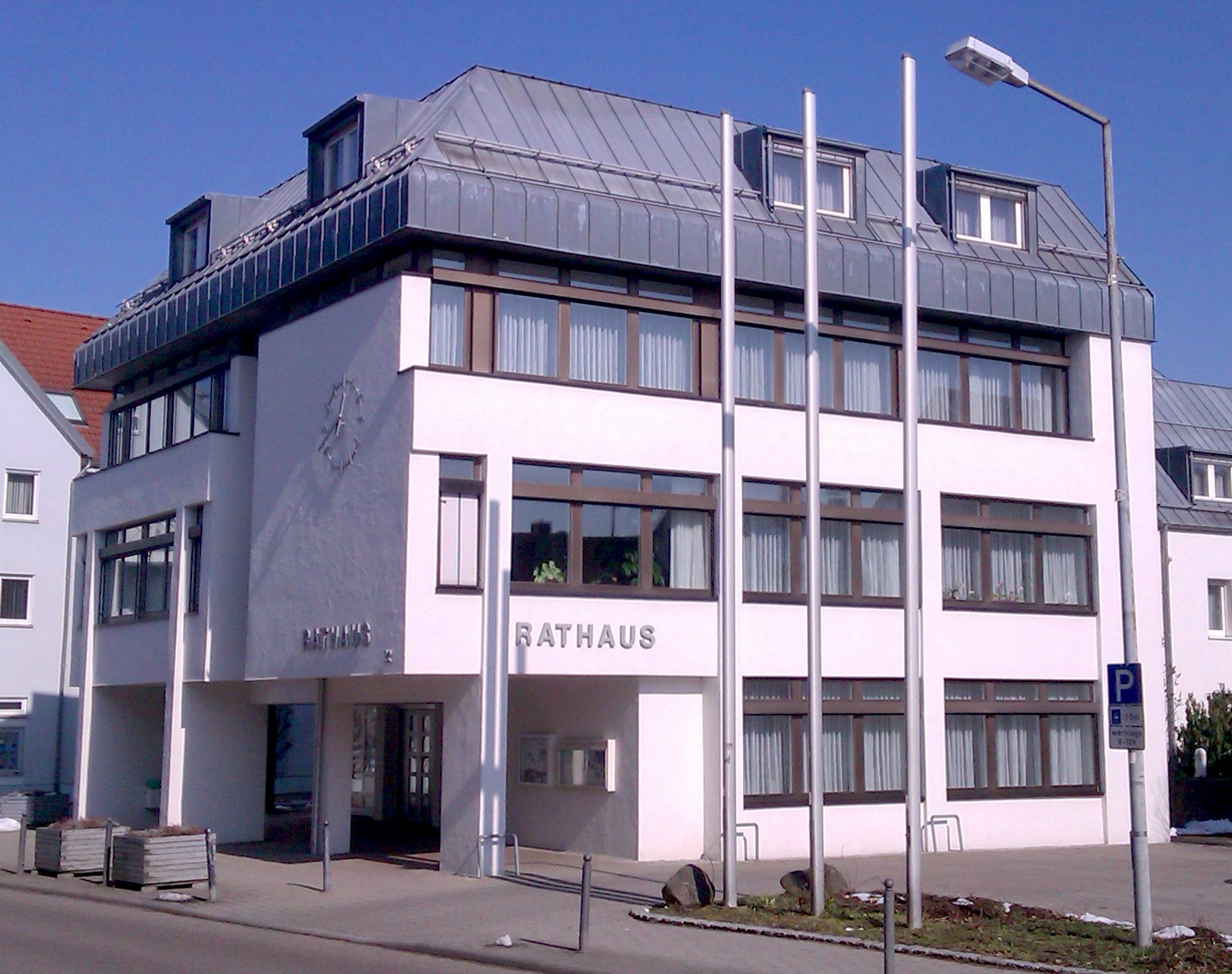
ムートランゲンの町役場

### 議会
この町の議会は、18議席からなる。

### 紋章
ムートランゲンの紋章は、1954年2月1日にバーデン＝ヴュルテンベルク州政府の認可を得た。赤地に銀の、腕の長さが同じ幅広の十字が配され、その中に聖ゲオルクス教会の細い面のシルエットが赤く描かれている。教会を含む十字はこの町を象徴しており、交通の便がよい立地であることを示している。赤 - 白（銀）の配色は、この村落がかつて帝国都市シュヴェービッシュ・グミュントに属していたことを示している。

### 姉妹都市
- ブジエール＝オー＝ダム（フランス語版、英語版）（フランス、ムルト＝エ＝モゼル県）1964年
- ヴァシュクート（ハンガリー語版、英語版）（ハンガリー、バーチ・キシュクン県）1992年
  - ヴァシュクートの住民の約 30 % がドナウシュヴェーベン（ドイツ語版、英語版）系住民である。

## 経済と社会資本

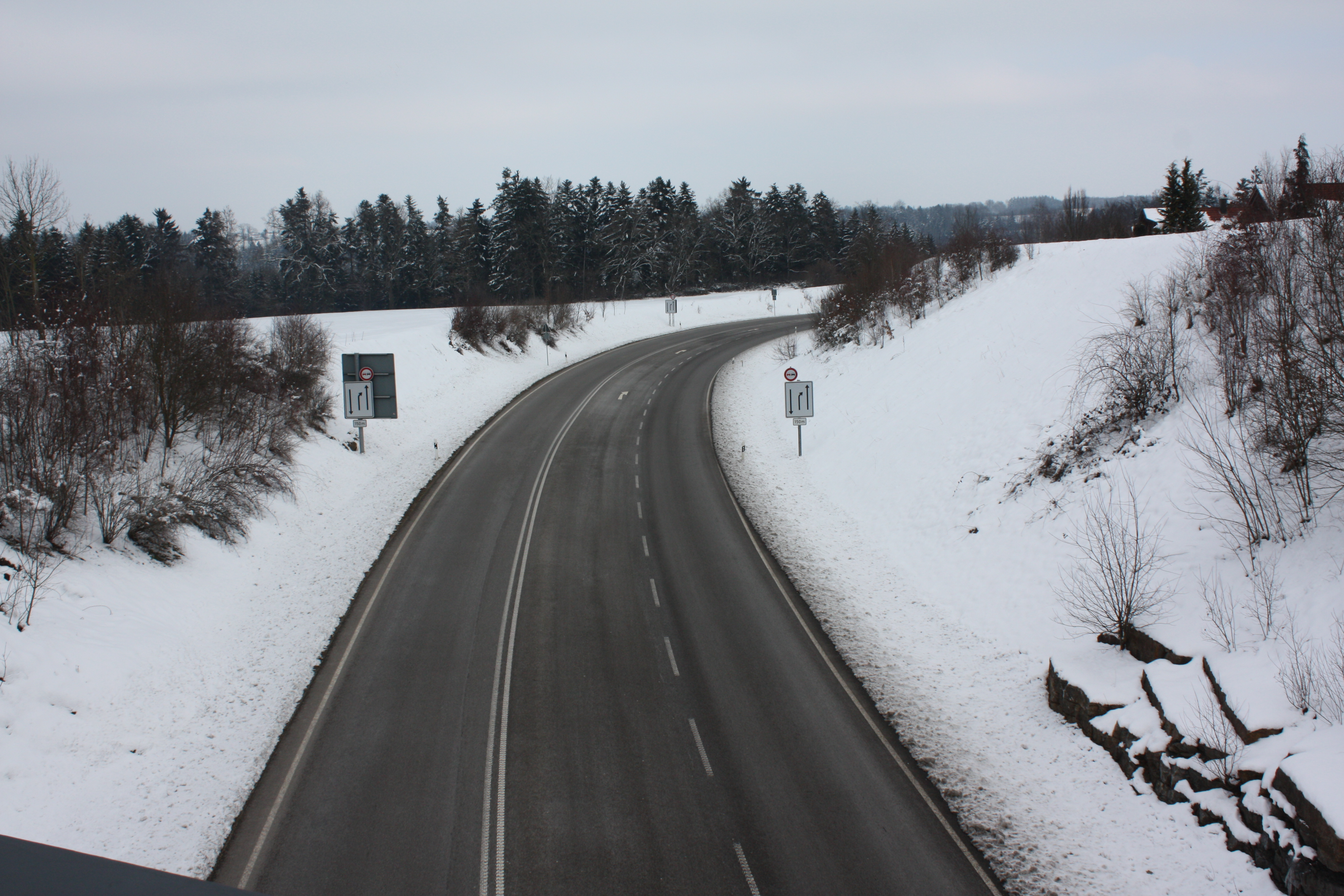
ムートランゲン付近の連邦道 B298号線

### 交通
ムートランゲンは、連邦道 B298号線（ガイルドルフ - シュヴェービッシュ・グミュント）によって広域道路網に接続している。地方交通には州道 L1155号線および L1156号線が重要である。2005年9月のB298号線西バイパスと2005年10月のL1156号線の北ジャンクションの供用開始により、町を貫く道路は通過車輌による交通負荷を軽減されている。
最寄りの駅は、シュヴェービッシュ・グミュント駅である。

### 公共機関
南西端に位置するシュタウファークリニークム・シュヴェービッシュ・グミュントは、シュヴェービッシュ・グミュントを含む郡西部をカバーするオストアルプ郡の病院である。
1980年にムートランゲンに設立されたシュヴェービッシャー・ヴァルト社会ステーションは、病気や老齢のために自力で生活できなくなった援助が必要な人々にサービスを提供している。この社会ステーションの運営者は、カトリックの聖ゲオルク教会である。
ムートランティス屋内プールは1974年にオープンした。

### 教育
ムートランゲンには、基礎課程学校 2校、作業実科学校 1校、実科学校 1校がある。さらにムートランガー・ハイデに、オストアルプ郡が運営する言語矯正学校ハイデシューレ・ムートランゲンがある。カトリックの私立フランツィスクス＝ギムナジウムは、2012年3月に完成し、大きな施設を完全なものにしている。この他に、聖エリーザベト幼稚園とドン・ボスコ幼稚園、2歳から3歳の幼児のための託児所が1箇所ある。

### クラブ・サークル活動
TSV ムートランゲンは、1884年8月31日に創設され、1692人の会員がいる（2007年3月1日現在）。
ムートランゲン平和・交流館は、1984年に設けられた。

## 人物

### 出身者
- アレクサンダー・ツォルニガー（1967年 - ）サッカー選手
- アルトゥール・アベーレ（ドイツ語版、英語版）（1986年 - ）陸上競技（十種競技）選手
- ドミニク・カイザー（1988年 - ）サッカー選手
- ジーモン・シェンプ（ドイツ語版、英語版）（1988年 - ）バイアスロン選手
- クロ（ドイツ語版、英語版）（1990年 - ）ラッパー、シンガー、ディスクジョッキー